# Sara García Sabido
Sara García Sabido, originaria de Calkini, Campeche, México, nació en 1892.Compartiendo afinidad con las ideas de Francisco I. Madero, desempeñó el cargo de Tesorera del Comité Revolucionario Maderista, establecido en la villa de Calquiní, Campeche, el 10 de septiembre de 1910.Tras el golpe de Estado liderado por el general Victoriano Huerta en febrero de 1913, se unió activamente a la Revolución Mexicana, instando a la población indígena de la Villa de Maxcanú, Yucatán, a rebelarse contra la esclavitud.
En 1914, en colaboración con otras mujeres campesinas, fundó la Unión de Mujeres, con el propósito de difundir los ideales de la Revolución Mexicana; y continuó impartiendo educación a niños y adultos, defendiendo los derechos de los trabajadores de la hacienda donde enseñaba, y vigilando la correcta remuneración por sus servicios.